# V sieti ťa mám (dal)
A V sieti ťa mám Kristína Peláková negyedik kislemeze, azonos című albumáról. Kislemez- és digitális formátumban jelent meg 2010. augusztus 2-án.